# Мавзолей Абдель Азизбаба
Мавзоле́й Абдель Азизбаба (Абдул-Азиз-Баба) (каз. Әбділ Әзіз баб кесенесі) — архитектурный памятник XIX века, расположенный в Каратауском районе города Шымкента, в северной части Сайрама.

## История
Жизнеописание Абдель-Азизбаба приводится в «Трактате о святых Мадинат ал-Байда и Испиджабе» (конец XVII — начало XVIII в.), который относит его к числу табиунов, праведных мусульман, принадлежавших ко второму поколению сподвижников пророка Мухаммеда. По устным преданиям он жил за 300 лет до Ходжи Ахмеда Ясави. Был знаменосцем (аламдар) арабского полководца Исхак-Баба. Погиб в войнах за установление ислама.
С учётом того, что до середины IX века в исламе существовал запрет на возведение любых надмогильных построек, предполагается, что первоначальный мавзолей над могилой Абдель-Азизбаба мог появиться в эпоху Караханидов, то есть в пределах X—XII веков.
По данным анонимного сочинения «Рисоля» Шейбанид Науруз Ахмед-хан соорудил новое здание. В источниках он также известен как Баракхан, правивший в 1550—1556 годах в Ташкенте, Самарканде и присырдарьинских районах, поэтому время сооружения относят к XVI веку. Сооружение, возведённое Науруз-Баракханом, со временем также разрушилось и в конце 1860-х годов было построено новое здание, сохранившееся до наших времён.
Изучение памятника началось в 1920-х годах с экспедиционных поездок в Сайрам П. П. Иванова и М. Е. Массона. В 1947 году мавзолей был обследован архитекторами Южно-Казахстанской археологической экспедиции АН КазССР (В. В. Константинова, Г. Г. Герасимов). В 1963 году по заказу Чимкентского областного музея выполнены детальные обмеры (Т. Поднебесная). В 1983 году обмеры были уточнены и детализированы (Институт «Казпроектрестраврация» Министерства культуры КазССР).
В 1982 году мавзолей был включён в список памятников истории и культуры Казахской ССР республиканского значения и взят под охрану государства.

## Описание
Мавзолей (размеры — 14×6,9 м, высота 11 м) — портально-купольный, возведён из обожжённого кирпича и состоит из трёх квадратных помещений, вытянутых по фронту и сообщающихся между собой широкими проёмами. Центральное помещение выделено монументальным порталом (пештаком) и сфероконическим куполом на высоком цилиндрическом барабане, опирающемся на восьмерик. Боковые помещения, различающиеся по высоте, также перекрыты куполами, опирающимися на арочные паруса и несущие стены. В северном помещении находится надгробие Абдель-Азизбаба, напротив — погребение Сейид Ходжахана-ата.
Внутренние поверхности стен оштукатурены, полы выложены кирпичом. На стенах раньше имелись эпиграфические росписи, среди которых присутствовали суры из Корана, имена мастеров (Мухаммед Касым Маргилани, Молла Жалил Маргилани, Ходжа Хусейн). По описанию писателя Д. Досжанова, побывавшего в Сайраме в 1960-х годах, в подкупольной части были изображены две лошади, причём одна из них была изображена с вцепившимся в неё диким зверем.
В центральном помещении, напротив входа, устроена ниша, которая из-за ориентации на северо-восток не могла служить михрабом. Входные деревянные двери украшает резной орнамент с неглубоким рельефом.
Наружные стены оставлены в чёрной кладке и лишены декора, лишь в оформлении портала имеются отдельные гипсовые декоративные детали в виде трёхчетвертных колонок по углам портала на фигурных кувшинообразных базах и витого жгута архивольта портальной арки.